# Funistrada
Funistrada es un alimento ficticio. El término se insertó en una encuesta del Ejército de los Estados Unidos a sus soldados alrededor de 1974 respecto a sus preferencias alimentarias. Funistrada junto con un plato de verduras falso llamado "manteca ermal" y "trake estofado", un plato de carne, se insertaron "para proporcionar una estimación de cuánto responderá alguien a una palabra que suena como un nombre de comida o responderá sin leer".
En los resultados de la encuesta, funistrada obtuvo una mayor popularidad que berenjenas, habas y zumo de arándano. Sin embargo, los tres ítems tuvieron el porcentaje más alto de respuestas "nunca probadas".

## Apariciones
- Bill Bryson citó la comida en su libro Mother Tongue[6] como un ejemplo de una palabra que está hecha para un propósito específico.
- The Book of Lists 2 también citó funistrada, trake estofado y manteca ermal  en una lista de alimentos favoritos y menos favoritos del Ejército de EE. UU.
- Aparece en CHOW: A Cook's Tour of Military Food por Paul Dickson[7]
- Un caballo de la Breeders 'Cup tomó el nombre en 1985.[8]